# Prințul William Frederick, Duce de Gloucester și Edinburgh
Prințul William, Duce de Gloucester și Edinburgh (William Frederick sau "Silly Billy"; 15 ianuarie 1776 – 30 noiembrie 1834) a fost membru al familiei regale britanice, strănepot al regelui George al II-lea al Marii Britanii și nepot de frate al regelui George al III-lea.
1. ↑  IdRef, accesat în 11 mai 2020